# Рубчинський Валентин Миколайович
Валенти́н Микола́йович Рубчи́нський (нар. 15 лютого 2002, Луцьк, Україна) — український футболіст, центральний півзахисник «Динамо» (Київ). Учасник Олімпійських ігор 2024 та молодіжного чемпіонату Європи 2025 у складі олімпійської та молодіжної збірних України.

## Біографія

### Ранні роки
Народився у Луцьку, є вихованцем дніпровської академії.
У січні 2018 року увійшов до основного складу «Дніпра» й виступав у Другій лізі України.

### «Дніпро-1»
У лютому 2019 року перейшов у інший дніпровський клуб — «Дніпро-1», де грав у юнацькій (7 матчів, 1 гол) і молодіжній (12 матчів, 4 голи) командах. За основну команду дебютував у переможному (7:0) матчі проти ПФК «Суми» 12 квітня 2019 року в Першій лізі України, вийшовши на заміну в другому таймі.
У Лізі Європи дебютував 25 серпня 2022 року в матчі-відповіді кваліфікації проти кіпрського клубу АЕК (Ларнака), який дніпряни програли з рахунком 0:3.
В УПЛ дебютував 28 серпня 2022 року в переможному матчі проти київського «Динамо» (3:0), замінивши на 79-й хвилині Володимира Танчика, і відразу ж оформив дебютний гол, відзначившись на 90+1-й хвилині.
У Лізі конференцій дебютував 8 вересня 2022 у програному матчі першого туру групового турніру з нідерландським АЗ (0:1), вийшовши на поле зі стартових хвилин та відігравши до 78-ї хвилини, коли його замінили на Ігоря Когута. А вже наступного матчу з кіпрським «Аполлоном» (3:1) відзначився дебютним голом у єврокубках.
Загалом за клуб в УПЛ Валентин провів 56 матчів (1 гол), у Кубку України — 3 матчі, в єврокубках — 15 матчів (2 голи). На рахунку гравця 8 результативних передач. Також Рубчинський у сезоні 2020/21 має досвід оренди в «Нікополь» (22 матчі, 3 голи у чемпіонаті та Кубку України).

### «Динамо» (Київ)
У липні 2024 року уклав 4-річний контракт з «Динамо» (Київ). За даними порталу Transfermarkt сума трансферу склала 1 млн євро. 1 вересня дебютував за киян у матчі чемпіонату проти ЛНЗ (1:0), вийшовши у стартовому складі та відігравши 60 хвилин, після чого його замінив Віталій Буяльський.

## Виступи за збірну
Грав за юнацькі збірні України різних вікових груп — U-15, U-16 і U-17.
24 березня 2023 року дебютував у складі молодіжної збірної України у грі проти однолітків з Данії (3:2). Загалом за «молодіжку» провів 10 ігор і забив 1 гол.
У травні 2024 року Рубчинський був викликаний Русланом Ротанем до складу олімпійської збірної України для участі в турнірі Моріса Ревелло у Франції. На турнірі взяв участь у трьох матчах, в тому числі у виграному фіналі проти Кот-д'Івуару (2:2, пен. 7:6) і допоміг команді здобути трофей. У липні був включений до заявки команди на Олімпійські ігри у Парижі.

## Досягнення
«Динамо»:
 Чемпіон України: 2024/25